# Vuelo 538 de Lion Air
El vuelo 538 de Lion Air (JT538/LNI538) fue un vuelo nacional regular de pasajeros desde el Aeropuerto Internacional Soekarno-Hatta de Yakarta al Aeropuerto Internacional Juanda de Surabaya, con escala en el Aeropuerto Adi Sumarmo de Surakarta (Indonesia). El 30 de noviembre de 2004, el McDonnell Douglas MD-82 se salió de la pista del Aeropuerto Adi Sumarmo y se estrelló contra un cementerio al aterrizar. 25 personas a bordo fallecieron en el accidente, incluido el capitán. En ese momento, el accidente fue el único siniestro mortal de Lion Air hasta 2018.La investigación realizada por el Comité Nacional de Seguridad en el Transporte de Indonesia concluyó que el accidente fue causado por el acuaplaneo, que se vio agravado por la cizalladura del viento.

## Aeronave
El avión, un McDonnell Douglas MD-82, con número de línea 1173 y número de serie del fabricante 49189, realizó su vuelo inaugural el 13 de noviembre de 1984, siendo entregado posteriormente el 20 de diciembre de 1984 y operado por la aerolínea mexicana Aeroméxico como XA-AMP "Aguascalientes" antes de ser adquirido por Lion Air en 2002 y matriculado como PK-LMN.Lion Air había vendido el avión a otra aerolínea para su entrega en enero de 2005.

## Accidente
El vuelo 538 despegó de Yakarta alrededor de las 17:00 h con un total de 146 pasajeros y siete tripulantes a bordo. La mayoría de los pasajeros eran miembros de la Nahdlatul Ulama, que asistían a una reunión nacional celebrada tras el triunfo de las elecciones presidenciales de Indonesia de 2004. El vuelo transcurrió sin incidentes hasta el aterrizaje.
El vuelo llegó al aeropuerto al anochecer, alrededor de las 18:00, bajo una intensa lluvia. Se informó de una tormenta eléctrica durante el aterrizaje.
El vuelo 538 estaba configurado adecuadamente para el aterrizaje, aterrizó suavemente según la mayoría de los pasajeros y se desplegaron los inversores de empuje. Sin embargo, la aeronave no logró reducir la velocidad adecuadamente, se salió de la pista y se estrelló contra un terraplén. El impacto provocó el derrumbe del suelo de la parte delantera del avión, lo que, según se informa, causó la muerte de muchos pasajeros. La aeronave se partió en dos, quedando al final de la pista, y comenzó a haber fugas de combustible. Los pasajeros tuvieron dificultades para localizar las salidas de emergencia con la luz menguante. Algunos pasajeros evacuaron por sí mismos a través de la abertura del fuselaje.

### Consecuencias inmediatas
El aeropuerto fue cerrado y se notificó a los servicios de emergencia. Los pasajeros heridos fueron trasladados en vehículos policiales y ambulancias a numerosos hospitales de Solo. Al menos 14 de los fallecidos fueron trasladados al Hospital Pabelan. Seis personas, dos fallecidas y cuatro heridas, fueron trasladadas al Hospital Panti Waluyo. Otras fueron trasladadas a Oen Kandangsapi, Brayat Minulya, Kasih Ibu, Oen Solo Baru y PKU Muhammadiyah, así como a centros en Boyolali y Karanganyar. Los supervivientes con heridas leves fueron atendidos en la terminal VIP del aeropuerto.
Veinticinco personas murieron y otras 59 resultaron gravemente heridas.

## Pasajeros y tripulación
La mayoría de los pasajeros eran indonesios, mientras que las autoridades aeroportuarias confirmaron que un singapurense se encontraba entre los heridos. Los pilotos al mando del vuelo eran el capitán Dwi Mawastoro y el primer oficial Stephen Lesdek. El capitán Dwi falleció en el accidente, mientras que el primer oficial Lesdek sobrevivió con heridas graves.

## Investigación
La investigación fue realizada por el Comité Nacional de Seguridad en el Transporte de Indonesia.
El recién elegido presidente de Indonesia, Susilo Bambang Yudhoyono, ordenó una investigación inmediata sobre la causa del accidente del vuelo 538 y declaró que la investigación debía ser pública para evitar rumores indeseados tras el accidente. El ministro de Transporte, Hatta Rajasa, declaró que el Departamento de Transporte evaluaría las operaciones de la aerolínea indonesia en respuesta al accidente del vuelo 538, además de otros dos incidentes similares ocurridos el mismo día.
La caja negra fue encontrada posteriormente el 1 de diciembre de 2004 y transportada al Centro de Operaciones de Emergencia de Adi Sumarmo.
Un testigo del accidente afirmó que un rayo impactó el avión durante el aterrizaje. Según él, la luz de aterrizaje y la iluminación interior se apagaron tras el impacto.
Lion Air "se atribuyó la responsabilidad" del accidente y afirmó que pagaría las facturas hospitalarias de los supervivientes.Sin embargo, negaron que el accidente se debiera a una mala praxis de la aerolínea y afirmaron que el clima fue el factor principal. Según ellos, el vuelo 538 experimentó viento de cola durante el aterrizaje, lo que explicó por qué el avión no se detuvo. Otros afirmaron que los frenos o los inversores de empuje fallaron.El piloto no puso el acelerador en ralentí de vuelo, lo que provocó que el alerón se retrajera; uno de los empujes inversos también resultó ser defectuoso. 
El informe preliminar se publicó en 2005. Los investigadores declararon que el sistema de frenos del avión no se encontraba en su nivel óptimo. Esta condición se vio agravada por las condiciones meteorológicas durante el accidente. Los investigadores también identificaron un inversor de empuje defectuoso como una de las causas del accidente; posteriormente emitieron varias recomendaciones a Lion Air.
Lion Air continúa utilizando el vuelo número 538, pero solo en la ruta Yakarta-Solo, operada principalmente por un Boeing 737-800 o Boeing 737-900ER.